# Vuelta a Suiza 2024
La 87.ª edición de la Vuelta a Suiza fue una carrera de ciclismo en ruta por etapas que se celebró entre el 9 y el 16 de junio de 2024, con inicio en la ciudad de Vaduz, capital del principado de Liechtenstein, y final en la ciudad de Villars-sur-Ollon. El recorrido constó de un total de 8 etapas sobre una distancia total inicial de 948,7 km.
La carrera hizo parte del circuito UCI WorldTour 2024 dentro de la categoría 2.UWT, calendario ciclístico de máximo nivel mundial, siendo la vigésimo cuarta carrera de dicho circuito.
El vencedor fue el británico Adam Yates del UAE Emirates y estuvo acompañado en el podio por el portugués João Almeida del UAE Emirates y el danés Mattias Skjelmose del Lidl-Trek, segundo y tercer clasificado respectivamente.

## Equipos participantes
Tomaron la partida un total de 24 equipos, de los cuales 18 eran de categoría UCI WorldTeam, 5 UCI ProTeam y la selección nacional suiza, quienes conformaron un pelotón de 168 ciclistas de los cuales terminaron 144. Los equipos participantes fueron:
| WorldTeams (18)- Alpecin-Deceuninck - Arkéa-B&B Hotels - Astana Qazaqstan Team - Bahrain Victorious - Bora-Hansgrohe - Cofidis - Decathlon-AG2R La Mondiale - EF Education-EasyPost - Groupama-FDJ - Ineos Grenadiers - Intermarché-Wanty - Lidl-Trek - Movistar Team - Soudal Quick-Step - Team dsm-firmenich PostNL - Team Jayco AlUla - Team Visma \| Lease a Bike - UAE Team Emirates ProTeams (5)- Israel-Premier Tech - Lotto Dstny - Q36.5 Pro Cycling Team - Tudor Pro Cycling Team - Corratec-Vini Fantini Equipo nacional- Suiza |
| |

## Etapas
| Etapa     | Fecha     | Recorrido                             | type                    | Distancia (km) | Desnivel (m) | Ganador        | Líder           |
| --------- | --------- | ------------------------------------- | ----------------------- | -------------- | ------------ | -------------- | --------------- |
| 1.ª etapa | 9 de jun  | Vaduz – Vaduz                         | contrarreloj individual | 4,8            | 25 m         | Yves Lampaert  | Yves Lampaert   |
| 2.ª etapa | 10 de jun | Vaduz – Regensdorf                    | etapa escarpada         | 177,3          | 2411 m       | Bryan Coquard  | Yves Lampaert   |
| 3.ª etapa | 11 de jun | Steinmaur – Rüschlikon                | etapa llana             | 161,7          | 1974 m       | Thibau Nys     | Alberto Bettiol |
| 4.ª etapa | 12 de jun | Rüschlikon – Paso de San Gotardo      | etapa de montaña        | 171            | 3551 m       | Torstein Træen | Adam Yates      |
| 5.ª etapa | 13 de jun | Ambrì – Carì                          | etapa de montaña        | 148,6          | 3206 m       | Adam Yates     | Adam Yates      |
| 6.ª etapa | 14 de jun | Ulrichen – Blatten                    | etapa de montaña        | 42,5           | 848 m        | João Almeida   | Adam Yates      |
| 7.ª etapa | 15 de jun | Villars-sur-Ollon – Villars-sur-Ollon | etapa de montaña        | 118,2          | 3021 m       | Adam Yates     | Adam Yates      |
| 8.ª etapa | 16 de jun | Villars-sur-Ollon – Villars-sur-Ollon | cronoescalada           | 15,7           | 865 m        | João Almeida   | Adam Yates      |

## Desarrollo de la carrera

### 1.ª etapa
| Vaduz - Vaduz | contrarreloj individual | (4,8 km) |

| \| Clasificación de la etapa \| Clasificación de la etapa \| Clasificación de la etapa \| Clasificación de la etapa \| Clasificación de la etapa \| \| Ciclista \| Ciclista \| Equipo \| Tiempo \| \| \| ------------------------- \| ------------------------- \| ------------------------- \| ------------------------- \| ------------------------- \| \| 1.º \| Yves Lampaert \| Soudal Quick-Step \| 5 min 05 s \| \| \| 2.º \| Stefan Bissegger \| EF Education-EasyPost \| + 3 s \| \| \| 3.º \| Ethan Hayter \| Ineos Grenadiers \| + 3 s \| \| \| 4.º \| João Almeida \| UAE Team Emirates \| + 6 s \| \| \| 5.º \| Finn Fisher-Black \| UAE Team Emirates \| + 7 s \| \| \| 6.º \| Samuel Watson \| Groupama-FDJ \| + 8 s \| \| \| 7.º \| Alberto Bettiol \| EF Education-EasyPost \| + 9 s \| \| \| 8.º \| Stefan Küng \| Groupama-FDJ \| + 10 s \| \| \| 9.º \| Mauro Schmid \| Team Jayco AlUla \| + 10 s \| \| \| 10.º \| Søren Kragh Andersen \| Alpecin-Deceuninck \| + 10 s \| \| |                      |                       |            |
| |                      |                       |            |
| Fuente: ProCyclingStats |                      |                       |            |
| Clasificación de la etapa |                      |                       |            |
| Ciclista | Ciclista             | Equipo                | Tiempo     |
| 1.º | Yves Lampaert        | Soudal Quick-Step     | 5 min 05 s |
| 2.º | Stefan Bissegger     | EF Education-EasyPost | + 3 s      |
| 3.º | Ethan Hayter         | Ineos Grenadiers      | + 3 s      |
| 4.º | João Almeida         | UAE Team Emirates     | + 6 s      |
| 5.º | Finn Fisher-Black    | UAE Team Emirates     | + 7 s      |
| 6.º | Samuel Watson        | Groupama-FDJ          | + 8 s      |
| 7.º | Alberto Bettiol      | EF Education-EasyPost | + 9 s      |
| 8.º | Stefan Küng          | Groupama-FDJ          | + 10 s     |
| 9.º | Mauro Schmid         | Team Jayco AlUla      | + 10 s     |
| 10.º | Søren Kragh Andersen | Alpecin-Deceuninck    | + 10 s     |

| \| Clasificación general \| Clasificación general \| Clasificación general \| Clasificación general \| Clasificación general \| \| Ciclista \| Ciclista \| Equipo \| Tiempo \| \| \| --------------------- \| --------------------- \| --------------------- \| --------------------- \| --------------------- \| \| 1.º \| Yves Lampaert \| Soudal Quick-Step \| 5 min 05 s \| \| \| 2.º \| Stefan Bissegger \| EF Education-EasyPost \| + 3 s \| \| \| 3.º \| Ethan Hayter \| Ineos Grenadiers \| + 4 s \| \| \| 4.º \| João Almeida \| UAE Team Emirates \| + 7 s \| \| \| 5.º \| Finn Fisher-Black \| UAE Team Emirates \| + 7 s \| \| \| 6.º \| Samuel Watson \| Groupama-FDJ \| + 9 s \| \| \| 7.º \| Alberto Bettiol \| EF Education-EasyPost \| + 9 s \| \| \| 8.º \| Stefan Küng \| Groupama-FDJ \| + 11 s \| \| \| 9.º \| Mauro Schmid \| Team Jayco AlUla \| + 11 s \| \| \| 10.º \| Søren Kragh Andersen \| Alpecin-Deceuninck \| + 11 s \| \| |                      |                       |            |
| |                      |                       |            |
| Fuente: ProCyclingStats |                      |                       |            |
| Clasificación general |                      |                       |            |
| Ciclista | Ciclista             | Equipo                | Tiempo     |
| 1.º | Yves Lampaert        | Soudal Quick-Step     | 5 min 05 s |
| 2.º | Stefan Bissegger     | EF Education-EasyPost | + 3 s      |
| 3.º | Ethan Hayter         | Ineos Grenadiers      | + 4 s      |
| 4.º | João Almeida         | UAE Team Emirates     | + 7 s      |
| 5.º | Finn Fisher-Black    | UAE Team Emirates     | + 7 s      |
| 6.º | Samuel Watson        | Groupama-FDJ          | + 9 s      |
| 7.º | Alberto Bettiol      | EF Education-EasyPost | + 9 s      |
| 8.º | Stefan Küng          | Groupama-FDJ          | + 11 s     |
| 9.º | Mauro Schmid         | Team Jayco AlUla      | + 11 s     |
| 10.º | Søren Kragh Andersen | Alpecin-Deceuninck    | + 11 s     |

### 2.ª etapa
| Vaduz - Regensdorf | etapa escarpada | (177,3 km) |

| \| Clasificación de la etapa \| Clasificación de la etapa \| Clasificación de la etapa \| Clasificación de la etapa \| Clasificación de la etapa \| \| Ciclista \| Ciclista \| Equipo \| Tiempo \| \| \| ------------------------- \| ------------------------- \| ------------------------- \| ------------------------- \| ------------------------- \| \| 1.º \| Bryan Coquard \| Cofidis \| 4 h 06 min 39 s \| \| \| 2.º \| Michael Matthews \| Team Jayco AlUla \| + 0 s \| \| \| 3.º \| Arnaud De Lie \| Lotto Dstny \| + 0 s \| \| \| 4.º \| Brandon Rivera \| Ineos Grenadiers \| + 0 s \| \| \| 5.º \| Rui Alberto Costa \| EF Education-EasyPost \| + 0 s \| \| \| 6.º \| Axel Laurance \| Alpecin-Deceuninck \| + 0 s \| \| \| 7.º \| Thomas Pidcock \| Ineos Grenadiers \| + 0 s \| \| \| 8.º \| Roger Adrià \| Bora-Hansgrohe \| + 0 s \| \| \| 9.º \| Francesco Busatto \| Intermarché-Wanty \| + 0 s \| \| \| 10.º \| Stephen Williams \| Israel-Premier Tech \| + 0 s \| \| |                   |                       |                 |
| |                   |                       |                 |
| Fuente: ProCyclingStats |                   |                       |                 |
| Clasificación de la etapa |                   |                       |                 |
| Ciclista | Ciclista          | Equipo                | Tiempo          |
| 1.º | Bryan Coquard     | Cofidis               | 4 h 06 min 39 s |
| 2.º | Michael Matthews  | Team Jayco AlUla      | + 0 s           |
| 3.º | Arnaud De Lie     | Lotto Dstny           | + 0 s           |
| 4.º | Brandon Rivera    | Ineos Grenadiers      | + 0 s           |
| 5.º | Rui Alberto Costa | EF Education-EasyPost | + 0 s           |
| 6.º | Axel Laurance     | Alpecin-Deceuninck    | + 0 s           |
| 7.º | Thomas Pidcock    | Ineos Grenadiers      | + 0 s           |
| 8.º | Roger Adrià       | Bora-Hansgrohe        | + 0 s           |
| 9.º | Francesco Busatto | Intermarché-Wanty     | + 0 s           |
| 10.º | Stephen Williams  | Israel-Premier Tech   | + 0 s           |

| \| Clasificación general \| Clasificación general \| Clasificación general \| Clasificación general \| Clasificación general \| \| Ciclista \| Ciclista \| Equipo \| Tiempo \| \| \| --------------------- \| --------------------- \| --------------------- \| --------------------- \| --------------------- \| \| 1.º \| Yves Lampaert \| Soudal Quick-Step \| 4 h 11 min 44 s \| \| \| 2.º \| Ethan Hayter \| Ineos Grenadiers \| + 4 s \| \| \| 3.º \| João Almeida \| UAE Team Emirates \| + 7 s \| \| \| 4.º \| Finn Fisher-Black \| UAE Team Emirates \| + 7 s \| \| \| 5.º \| Michael Matthews \| Team Jayco AlUla \| + 7 s \| \| \| 6.º \| Samuel Watson \| Groupama-FDJ \| + 9 s \| \| \| 7.º \| Alberto Bettiol \| EF Education-EasyPost \| + 9 s \| \| \| 8.º \| Stefan Küng \| Groupama-FDJ \| + 11 s \| \| \| 9.º \| Mauro Schmid \| Team Jayco AlUla \| + 11 s \| \| \| 10.º \| Søren Kragh Andersen \| Alpecin-Deceuninck \| + 11 s \| \| |                      |                       |                 |
| |                      |                       |                 |
| Fuente: ProCyclingStats |                      |                       |                 |
| Clasificación general |                      |                       |                 |
| Ciclista | Ciclista             | Equipo                | Tiempo          |
| 1.º | Yves Lampaert        | Soudal Quick-Step     | 4 h 11 min 44 s |
| 2.º | Ethan Hayter         | Ineos Grenadiers      | + 4 s           |
| 3.º | João Almeida         | UAE Team Emirates     | + 7 s           |
| 4.º | Finn Fisher-Black    | UAE Team Emirates     | + 7 s           |
| 5.º | Michael Matthews     | Team Jayco AlUla      | + 7 s           |
| 6.º | Samuel Watson        | Groupama-FDJ          | + 9 s           |
| 7.º | Alberto Bettiol      | EF Education-EasyPost | + 9 s           |
| 8.º | Stefan Küng          | Groupama-FDJ          | + 11 s          |
| 9.º | Mauro Schmid         | Team Jayco AlUla      | + 11 s          |
| 10.º | Søren Kragh Andersen | Alpecin-Deceuninck    | + 11 s          |

### 3.ª etapa
| Steinmaur - Rüschlikon | etapa llana | (161,7 km) |

| \| Clasificación de la etapa \| Clasificación de la etapa \| Clasificación de la etapa \| Clasificación de la etapa \| Clasificación de la etapa \| \| Ciclista \| Ciclista \| Equipo \| Tiempo \| \| \| ------------------------- \| ------------------------- \| -------------------------- \| ------------------------- \| ------------------------- \| \| 1.º \| Thibau Nys \| Lidl-Trek \| 3 h 27 min 31 s \| \| \| 2.º \| Stephen Williams \| Israel-Premier Tech \| + 0 s \| \| \| 3.º \| Alberto Bettiol \| EF Education-EasyPost \| + 0 s \| \| \| 4.º \| Roger Adrià \| Bora-Hansgrohe \| + 0 s \| \| \| 5.º \| Paul Lapeira \| Decathlon-AG2R La Mondiale \| + 0 s \| \| \| 6.º \| Wilco Kelderman \| Team Visma \\| Lease a Bike \| + 0 s \| \| \| 7.º \| Adam Yates \| UAE Team Emirates \| + 0 s \| \| \| 8.º \| Mattias Skjelmose \| Lidl-Trek \| + 3 s \| \| \| 9.º \| Ben Tulett \| Team Visma \\| Lease a Bike \| + 3 s \| \| \| 10.º \| Richard Carapaz \| EF Education-EasyPost \| + 3 s \| \| |                   |                            |                 |
| |                   |                            |                 |
| Fuente: ProCyclingStats |                   |                            |                 |
| Clasificación de la etapa |                   |                            |                 |
| Ciclista | Ciclista          | Equipo                     | Tiempo          |
| 1.º | Thibau Nys        | Lidl-Trek                  | 3 h 27 min 31 s |
| 2.º | Stephen Williams  | Israel-Premier Tech        | + 0 s           |
| 3.º | Alberto Bettiol   | EF Education-EasyPost      | + 0 s           |
| 4.º | Roger Adrià       | Bora-Hansgrohe             | + 0 s           |
| 5.º | Paul Lapeira      | Decathlon-AG2R La Mondiale | + 0 s           |
| 6.º | Wilco Kelderman   | Team Visma \| Lease a Bike | + 0 s           |
| 7.º | Adam Yates        | UAE Team Emirates          | + 0 s           |
| 8.º | Mattias Skjelmose | Lidl-Trek                  | + 3 s           |
| 9.º | Ben Tulett        | Team Visma \| Lease a Bike | + 3 s           |
| 10.º | Richard Carapaz   | EF Education-EasyPost      | + 3 s           |

| \| Clasificación general \| Clasificación general \| Clasificación general \| Clasificación general \| Clasificación general \| \| Ciclista \| Ciclista \| Equipo \| Tiempo \| \| \| --------------------- \| --------------------- \| -------------------------- \| --------------------- \| --------------------- \| \| 1.º \| Alberto Bettiol \| EF Education-EasyPost \| 7 h 39 min 20 s \| \| \| 2.º \| Ethan Hayter \| Ineos Grenadiers \| + 6 s \| \| \| 3.º \| Wilco Kelderman \| Team Visma \\| Lease a Bike \| + 6 s \| \| \| 4.º \| Stephen Williams \| Israel-Premier Tech \| + 3 s \| \| \| 5.º \| João Almeida \| UAE Team Emirates \| + 9 s \| \| \| 6.º \| Finn Fisher-Black \| UAE Team Emirates \| + 9 s \| \| \| 7.º \| Mattias Skjelmose \| Lidl-Trek \| + 9 s \| \| \| 8.º \| Adam Yates \| UAE Team Emirates \| + 10 s \| \| \| 9.º \| Jan Christen \| UAE Team Emirates \| + 11 s \| \| \| 10.º \| Roger Adrià \| Bora-Hansgrohe \| + 13 s \| \| |                   |                            |                 |
| |                   |                            |                 |
| Fuente: ProCyclingStats |                   |                            |                 |
| Clasificación general |                   |                            |                 |
| Ciclista | Ciclista          | Equipo                     | Tiempo          |
| 1.º | Alberto Bettiol   | EF Education-EasyPost      | 7 h 39 min 20 s |
| 2.º | Ethan Hayter      | Ineos Grenadiers           | + 6 s           |
| 3.º | Wilco Kelderman   | Team Visma \| Lease a Bike | + 6 s           |
| 4.º | Stephen Williams  | Israel-Premier Tech        | + 3 s           |
| 5.º | João Almeida      | UAE Team Emirates          | + 9 s           |
| 6.º | Finn Fisher-Black | UAE Team Emirates          | + 9 s           |
| 7.º | Mattias Skjelmose | Lidl-Trek                  | + 9 s           |
| 8.º | Adam Yates        | UAE Team Emirates          | + 10 s          |
| 9.º | Jan Christen      | UAE Team Emirates          | + 11 s          |
| 10.º | Roger Adrià       | Bora-Hansgrohe             | + 13 s          |

### 4.ª etapa
| Rüschlikon - Paso de San Gotardo | etapa de montaña | (171 km) |

| \| Clasificación de la etapa \| Clasificación de la etapa \| Clasificación de la etapa \| Clasificación de la etapa \| Clasificación de la etapa \| \| Ciclista \| Ciclista \| Equipo \| Tiempo \| \| \| ------------------------- \| ------------------------- \| -------------------------- \| ------------------------- \| ------------------------- \| \| 1.º \| Torstein Træen \| Bahrain Victorious \| 4 h 10 min 21 s \| \| \| 2.º \| Adam Yates \| UAE Team Emirates \| + 23 s \| \| \| 3.º \| Mattias Skjelmose \| Lidl-Trek \| + 48 s \| \| \| 4.º \| João Almeida \| UAE Team Emirates \| + 48 s \| \| \| 5.º \| Egan Bernal \| Ineos Grenadiers \| + 1 min 00 s \| \| \| 6.º \| Oscar Onley \| Team dsm-firmenich PostNL \| + 1 min 27 s \| \| \| 7.º \| Enric Mas \| Movistar Team \| + 1 min 27 s \| \| \| 8.º \| Felix Gall \| Decathlon-AG2R La Mondiale \| + 1 min 27 s \| \| \| 9.º \| Cian Uijtdebroeks \| Team Visma \\| Lease a Bike \| + 1 min 27 s \| \| \| 10.º \| Matthew Riccitello \| Israel-Premier Tech \| + 1 min 27 s \| \| |                    |                            |                 |
| |                    |                            |                 |
| Fuente: ProCyclingStats |                    |                            |                 |
| Clasificación de la etapa |                    |                            |                 |
| Ciclista | Ciclista           | Equipo                     | Tiempo          |
| 1.º | Torstein Træen     | Bahrain Victorious         | 4 h 10 min 21 s |
| 2.º | Adam Yates         | UAE Team Emirates          | + 23 s          |
| 3.º | Mattias Skjelmose  | Lidl-Trek                  | + 48 s          |
| 4.º | João Almeida       | UAE Team Emirates          | + 48 s          |
| 5.º | Egan Bernal        | Ineos Grenadiers           | + 1 min 00 s    |
| 6.º | Oscar Onley        | Team dsm-firmenich PostNL  | + 1 min 27 s    |
| 7.º | Enric Mas          | Movistar Team              | + 1 min 27 s    |
| 8.º | Felix Gall         | Decathlon-AG2R La Mondiale | + 1 min 27 s    |
| 9.º | Cian Uijtdebroeks  | Team Visma \| Lease a Bike | + 1 min 27 s    |
| 10.º | Matthew Riccitello | Israel-Premier Tech        | + 1 min 27 s    |

| \| Clasificación general \| Clasificación general \| Clasificación general \| Clasificación general \| Clasificación general \| \| Ciclista \| Ciclista \| Equipo \| Tiempo \| \| \| --------------------- \| --------------------- \| -------------------------- \| --------------------- \| --------------------- \| \| 1.º \| Adam Yates \| UAE Team Emirates \| 11 h 50 min 08 s \| \| \| 2.º \| João Almeida \| UAE Team Emirates \| + 26 s \| \| \| 3.º \| Mattias Skjelmose \| Lidl-Trek \| + 26 s \| \| \| 4.º \| Egan Bernal \| Ineos Grenadiers \| + 49 s \| \| \| 5.º \| Wilco Kelderman \| Team Visma \\| Lease a Bike \| + 1 min 15 s \| \| \| 6.º \| Oscar Onley \| Team dsm-firmenich PostNL \| + 1 min 17 s \| \| \| 7.º \| Enric Mas \| Movistar Team \| + 1 min 17 s \| \| \| 8.º \| Cian Uijtdebroeks \| Team Visma \\| Lease a Bike \| + 1 min 21 s \| \| \| 9.º \| Matthew Riccitello \| Israel-Premier Tech \| + 1 min 25 s \| \| \| 10.º \| Felix Gall \| Decathlon-AG2R La Mondiale \| + 1 min 42 s \| \| |                    |                            |                  |
| |                    |                            |                  |
| Fuente: ProCyclingStats |                    |                            |                  |
| Clasificación general |                    |                            |                  |
| Ciclista | Ciclista           | Equipo                     | Tiempo           |
| 1.º | Adam Yates         | UAE Team Emirates          | 11 h 50 min 08 s |
| 2.º | João Almeida       | UAE Team Emirates          | + 26 s           |
| 3.º | Mattias Skjelmose  | Lidl-Trek                  | + 26 s           |
| 4.º | Egan Bernal        | Ineos Grenadiers           | + 49 s           |
| 5.º | Wilco Kelderman    | Team Visma \| Lease a Bike | + 1 min 15 s     |
| 6.º | Oscar Onley        | Team dsm-firmenich PostNL  | + 1 min 17 s     |
| 7.º | Enric Mas          | Movistar Team              | + 1 min 17 s     |
| 8.º | Cian Uijtdebroeks  | Team Visma \| Lease a Bike | + 1 min 21 s     |
| 9.º | Matthew Riccitello | Israel-Premier Tech        | + 1 min 25 s     |
| 10.º | Felix Gall         | Decathlon-AG2R La Mondiale | + 1 min 42 s     |

### 5.ª etapa
| Ambrì - Carì | etapa de montaña | (148,6 km) |

| \| Clasificación de la etapa \| Clasificación de la etapa \| Clasificación de la etapa \| Clasificación de la etapa \| Clasificación de la etapa \| \| Ciclista \| Ciclista \| Equipo \| Tiempo \| \| \| ------------------------- \| ------------------------- \| -------------------------- \| ------------------------- \| ------------------------- \| \| 1.º \| Adam Yates \| UAE Team Emirates \| 3 h 54 min 37 s \| \| \| 2.º \| João Almeida \| UAE Team Emirates \| + 5 s \| \| \| 3.º \| Egan Bernal \| Ineos Grenadiers \| + 16 s \| \| \| 4.º \| Matthew Riccitello \| Israel-Premier Tech \| + 18 s \| \| \| 5.º \| Enric Mas \| Movistar Team \| + 22 s \| \| \| 6.º \| Oscar Onley \| Team dsm-firmenich PostNL \| + 54 s \| \| \| 7.º \| Thomas Pidcock \| Ineos Grenadiers \| + 54 s \| \| \| 8.º \| Sergio Higuita \| Bora-Hansgrohe \| + 1 min 03 s \| \| \| 9.º \| Felix Gall \| Decathlon-AG2R La Mondiale \| + 1 min 13 s \| \| \| 10.º \| Cian Uijtdebroeks \| Team Visma \\| Lease a Bike \| + 1 min 20 s \| \| |                    |                            |                 |
| |                    |                            |                 |
| Fuente: ProCyclingStats |                    |                            |                 |
| Clasificación de la etapa |                    |                            |                 |
| Ciclista | Ciclista           | Equipo                     | Tiempo          |
| 1.º | Adam Yates         | UAE Team Emirates          | 3 h 54 min 37 s |
| 2.º | João Almeida       | UAE Team Emirates          | + 5 s           |
| 3.º | Egan Bernal        | Ineos Grenadiers           | + 16 s          |
| 4.º | Matthew Riccitello | Israel-Premier Tech        | + 18 s          |
| 5.º | Enric Mas          | Movistar Team              | + 22 s          |
| 6.º | Oscar Onley        | Team dsm-firmenich PostNL  | + 54 s          |
| 7.º | Thomas Pidcock     | Ineos Grenadiers           | + 54 s          |
| 8.º | Sergio Higuita     | Bora-Hansgrohe             | + 1 min 03 s    |
| 9.º | Felix Gall         | Decathlon-AG2R La Mondiale | + 1 min 13 s    |
| 10.º | Cian Uijtdebroeks  | Team Visma \| Lease a Bike | + 1 min 20 s    |

| \| Clasificación general \| Clasificación general \| Clasificación general \| Clasificación general \| Clasificación general \| \| Ciclista \| Ciclista \| Equipo \| Tiempo \| \| \| --------------------- \| --------------------- \| -------------------------- \| --------------------- \| --------------------- \| \| 1.º \| Adam Yates \| UAE Team Emirates \| 15 h 44 min 35 s \| \| \| 2.º \| João Almeida \| UAE Team Emirates \| + 35 s \| \| \| 3.º \| Egan Bernal \| Ineos Grenadiers \| + 1 min 11 s \| \| \| 4.º \| Enric Mas \| Movistar Team \| + 1 min 49 s \| \| \| 5.º \| Matthew Riccitello \| Israel-Premier Tech \| + 1 min 53 s \| \| \| 6.º \| Mattias Skjelmose \| Lidl-Trek \| + 2 min 17 s \| \| \| 7.º \| Oscar Onley \| Team dsm-firmenich PostNL \| + 2 min 21 s \| \| \| 8.º \| Thomas Pidcock \| Ineos Grenadiers \| + 2 min 46 s \| \| \| 9.º \| Cian Uijtdebroeks \| Team Visma \\| Lease a Bike \| + 2 min 51 s \| \| \| 10.º \| Sergio Higuita \| Bora-Hansgrohe \| + 3 min 01 s \| \| |                    |                            |                  |
| |                    |                            |                  |
| Fuente: ProCyclingStats |                    |                            |                  |
| Clasificación general |                    |                            |                  |
| Ciclista | Ciclista           | Equipo                     | Tiempo           |
| 1.º | Adam Yates         | UAE Team Emirates          | 15 h 44 min 35 s |
| 2.º | João Almeida       | UAE Team Emirates          | + 35 s           |
| 3.º | Egan Bernal        | Ineos Grenadiers           | + 1 min 11 s     |
| 4.º | Enric Mas          | Movistar Team              | + 1 min 49 s     |
| 5.º | Matthew Riccitello | Israel-Premier Tech        | + 1 min 53 s     |
| 6.º | Mattias Skjelmose  | Lidl-Trek                  | + 2 min 17 s     |
| 7.º | Oscar Onley        | Team dsm-firmenich PostNL  | + 2 min 21 s     |
| 8.º | Thomas Pidcock     | Ineos Grenadiers           | + 2 min 46 s     |
| 9.º | Cian Uijtdebroeks  | Team Visma \| Lease a Bike | + 2 min 51 s     |
| 10.º | Sergio Higuita     | Bora-Hansgrohe             | + 3 min 01 s     |

### 6.ª etapa
| Ulrichen - Blatten | etapa de montaña | (42,5 km) |

| \| Clasificación de la etapa \| Clasificación de la etapa \| Clasificación de la etapa \| Clasificación de la etapa \| Clasificación de la etapa \| \| Ciclista \| Ciclista \| Equipo \| Tiempo \| \| \| ------------------------- \| ------------------------- \| -------------------------- \| ------------------------- \| ------------------------- \| \| 1.º \| João Almeida \| UAE Team Emirates \| 55 min 13 s \| \| \| 2.º \| Adam Yates \| UAE Team Emirates \| + 4 s \| \| \| 3.º \| Mattias Skjelmose \| Lidl-Trek \| + 9 s \| \| \| 4.º \| Egan Bernal \| Ineos Grenadiers \| + 15 s \| \| \| 5.º \| Lenny Martinez \| Groupama-FDJ \| + 35 s \| \| \| 6.º \| Thomas Pidcock \| Ineos Grenadiers \| + 40 s \| \| \| 7.º \| Enric Mas \| Movistar Team \| + 47 s \| \| \| 8.º \| Matthew Riccitello \| Israel-Premier Tech \| + 47 s \| \| \| 9.º \| Pelayo Sánchez \| Movistar Team \| + 54 s \| \| \| 10.º \| Felix Gall \| Decathlon-AG2R La Mondiale \| + 54 s \| \| |                    |                            |             |
| |                    |                            |             |
| Fuente: ProCyclingStats |                    |                            |             |
| Clasificación de la etapa |                    |                            |             |
| Ciclista | Ciclista           | Equipo                     | Tiempo      |
| 1.º | João Almeida       | UAE Team Emirates          | 55 min 13 s |
| 2.º | Adam Yates         | UAE Team Emirates          | + 4 s       |
| 3.º | Mattias Skjelmose  | Lidl-Trek                  | + 9 s       |
| 4.º | Egan Bernal        | Ineos Grenadiers           | + 15 s      |
| 5.º | Lenny Martinez     | Groupama-FDJ               | + 35 s      |
| 6.º | Thomas Pidcock     | Ineos Grenadiers           | + 40 s      |
| 7.º | Enric Mas          | Movistar Team              | + 47 s      |
| 8.º | Matthew Riccitello | Israel-Premier Tech        | + 47 s      |
| 9.º | Pelayo Sánchez     | Movistar Team              | + 54 s      |
| 10.º | Felix Gall         | Decathlon-AG2R La Mondiale | + 54 s      |

| \| Clasificación general \| Clasificación general \| Clasificación general \| Clasificación general \| Clasificación general \| \| Ciclista \| Ciclista \| Equipo \| Tiempo \| \| \| --------------------- \| --------------------- \| -------------------------- \| --------------------- \| --------------------- \| \| 1.º \| Adam Yates \| UAE Team Emirates \| 16 h 39 min 46 s \| \| \| 2.º \| João Almeida \| UAE Team Emirates \| + 27 s \| \| \| 3.º \| Egan Bernal \| Ineos Grenadiers \| + 1 min 28 s \| \| \| 4.º \| Mattias Skjelmose \| Lidl-Trek \| + 2 min 24 s \| \| \| 5.º \| Enric Mas \| Movistar Team \| + 2 min 38 s \| \| \| 6.º \| Matthew Riccitello \| Israel-Premier Tech \| + 2 min 42 s \| \| \| 7.º \| Thomas Pidcock \| Ineos Grenadiers \| + 3 min 28 s \| \| \| 8.º \| Oscar Onley \| Team dsm-firmenich PostNL \| + 3 min 37 s \| \| \| 9.º \| Felix Gall \| Decathlon-AG2R La Mondiale \| + 4 min 01 s \| \| \| 10.º \| Pelayo Sánchez \| Movistar Team \| + 4 min 28 s \| \| |                    |                            |                  |
| |                    |                            |                  |
| Fuente: ProCyclingStats |                    |                            |                  |
| Clasificación general |                    |                            |                  |
| Ciclista | Ciclista           | Equipo                     | Tiempo           |
| 1.º | Adam Yates         | UAE Team Emirates          | 16 h 39 min 46 s |
| 2.º | João Almeida       | UAE Team Emirates          | + 27 s           |
| 3.º | Egan Bernal        | Ineos Grenadiers           | + 1 min 28 s     |
| 4.º | Mattias Skjelmose  | Lidl-Trek                  | + 2 min 24 s     |
| 5.º | Enric Mas          | Movistar Team              | + 2 min 38 s     |
| 6.º | Matthew Riccitello | Israel-Premier Tech        | + 2 min 42 s     |
| 7.º | Thomas Pidcock     | Ineos Grenadiers           | + 3 min 28 s     |
| 8.º | Oscar Onley        | Team dsm-firmenich PostNL  | + 3 min 37 s     |
| 9.º | Felix Gall         | Decathlon-AG2R La Mondiale | + 4 min 01 s     |
| 10.º | Pelayo Sánchez     | Movistar Team              | + 4 min 28 s     |

### 7.ª etapa
| Villars-sur-Ollon - Villars-sur-Ollon | etapa de montaña | (118,2 km) |

| \| Clasificación de la etapa \| Clasificación de la etapa \| Clasificación de la etapa \| Clasificación de la etapa \| Clasificación de la etapa \| \| Ciclista \| Ciclista \| Equipo \| Tiempo \| \| \| ------------------------- \| ------------------------- \| -------------------------- \| ------------------------- \| ------------------------- \| \| 1.º \| Adam Yates \| UAE Team Emirates \| 3 h 05 min 41 s \| \| \| 2.º \| João Almeida \| UAE Team Emirates \| + 0 s \| \| \| 3.º \| Matthew Riccitello \| Israel-Premier Tech \| + 14 s \| \| \| 4.º \| Wilco Kelderman \| Team Visma \\| Lease a Bike \| + 16 s \| \| \| 5.º \| Mattias Skjelmose \| Lidl-Trek \| + 16 s \| \| \| 6.º \| Egan Bernal \| Ineos Grenadiers \| + 16 s \| \| \| 7.º \| Oscar Onley \| Team dsm-firmenich PostNL \| + 16 s \| \| \| 8.º \| Thomas Pidcock \| Ineos Grenadiers \| + 16 s \| \| \| 9.º \| Felix Gall \| Decathlon-AG2R La Mondiale \| + 32 s \| \| \| 10.º \| Enric Mas \| Movistar Team \| + 35 s \| \| |                    |                            |                 |
| |                    |                            |                 |
| Fuente: ProCyclingStats |                    |                            |                 |
| Clasificación de la etapa |                    |                            |                 |
| Ciclista | Ciclista           | Equipo                     | Tiempo          |
| 1.º | Adam Yates         | UAE Team Emirates          | 3 h 05 min 41 s |
| 2.º | João Almeida       | UAE Team Emirates          | + 0 s           |
| 3.º | Matthew Riccitello | Israel-Premier Tech        | + 14 s          |
| 4.º | Wilco Kelderman    | Team Visma \| Lease a Bike | + 16 s          |
| 5.º | Mattias Skjelmose  | Lidl-Trek                  | + 16 s          |
| 6.º | Egan Bernal        | Ineos Grenadiers           | + 16 s          |
| 7.º | Oscar Onley        | Team dsm-firmenich PostNL  | + 16 s          |
| 8.º | Thomas Pidcock     | Ineos Grenadiers           | + 16 s          |
| 9.º | Felix Gall         | Decathlon-AG2R La Mondiale | + 32 s          |
| 10.º | Enric Mas          | Movistar Team              | + 35 s          |

| \| Clasificación general \| Clasificación general \| Clasificación general \| Clasificación general \| Clasificación general \| \| Ciclista \| Ciclista \| Equipo \| Tiempo \| \| \| --------------------- \| --------------------- \| -------------------------- \| --------------------- \| --------------------- \| \| 1.º \| Adam Yates \| UAE Team Emirates \| 19 h 45 min 17 s \| \| \| 2.º \| João Almeida \| UAE Team Emirates \| + 31 s \| \| \| 3.º \| Egan Bernal \| Ineos Grenadiers \| + 1 min 51 s \| \| \| 4.º \| Mattias Skjelmose \| Lidl-Trek \| + 2 min 50 s \| \| \| 5.º \| Matthew Riccitello \| Israel-Premier Tech \| + 3 min 02 s \| \| \| 6.º \| Enric Mas \| Movistar Team \| + 3 min 23 s \| \| \| 7.º \| Thomas Pidcock \| Ineos Grenadiers \| + 3 min 54 s \| \| \| 8.º \| Oscar Onley \| Team dsm-firmenich PostNL \| + 4 min 03 s \| \| \| 9.º \| Felix Gall \| Decathlon-AG2R La Mondiale \| + 4 min 41 s \| \| \| 10.º \| Wilco Kelderman \| Team Visma \\| Lease a Bike \| + 4 min 59 s \| \| |                    |                            |                  |
| |                    |                            |                  |
| Fuente: ProCyclingStats |                    |                            |                  |
| Clasificación general |                    |                            |                  |
| Ciclista | Ciclista           | Equipo                     | Tiempo           |
| 1.º | Adam Yates         | UAE Team Emirates          | 19 h 45 min 17 s |
| 2.º | João Almeida       | UAE Team Emirates          | + 31 s           |
| 3.º | Egan Bernal        | Ineos Grenadiers           | + 1 min 51 s     |
| 4.º | Mattias Skjelmose  | Lidl-Trek                  | + 2 min 50 s     |
| 5.º | Matthew Riccitello | Israel-Premier Tech        | + 3 min 02 s     |
| 6.º | Enric Mas          | Movistar Team              | + 3 min 23 s     |
| 7.º | Thomas Pidcock     | Ineos Grenadiers           | + 3 min 54 s     |
| 8.º | Oscar Onley        | Team dsm-firmenich PostNL  | + 4 min 03 s     |
| 9.º | Felix Gall         | Decathlon-AG2R La Mondiale | + 4 min 41 s     |
| 10.º | Wilco Kelderman    | Team Visma \| Lease a Bike | + 4 min 59 s     |

### 8.ª etapa
| Villars-sur-Ollon - Villars-sur-Ollon | cronoescalada | (15,7 km) |

| \| Clasificación de la etapa \| Clasificación de la etapa \| Clasificación de la etapa \| Clasificación de la etapa \| Clasificación de la etapa \| \| Ciclista \| Ciclista \| Equipo \| Tiempo \| \| \| ------------------------- \| ------------------------- \| -------------------------- \| ------------------------- \| ------------------------- \| \| 1.º \| João Almeida \| UAE Team Emirates \| 33 min 23 s \| \| \| 2.º \| Adam Yates \| UAE Team Emirates \| + 8 s \| \| \| 3.º \| Mattias Skjelmose \| Lidl-Trek \| + 20 s \| \| \| 4.º \| Matthew Riccitello \| Israel-Premier Tech \| + 37 s \| \| \| 5.º \| Thomas Pidcock \| Ineos Grenadiers \| + 50 s \| \| \| 6.º \| Lenny Martinez \| Groupama-FDJ \| + 55 s \| \| \| 7.º \| Pelayo Sánchez \| Movistar Team \| + 1 min 21 s \| \| \| 8.º \| David de la Cruz \| Q36.5 Pro Cycling Team \| + 1 min 25 s \| \| \| 9.º \| Egan Bernal \| Ineos Grenadiers \| + 1 min 30 s \| \| \| 10.º \| Wilco Kelderman \| Team Visma \\| Lease a Bike \| + 1 min 40 s \| \| |                    |                            |              |
| |                    |                            |              |
| Fuente: ProCyclingStats |                    |                            |              |
| Clasificación de la etapa |                    |                            |              |
| Ciclista | Ciclista           | Equipo                     | Tiempo       |
| 1.º | João Almeida       | UAE Team Emirates          | 33 min 23 s  |
| 2.º | Adam Yates         | UAE Team Emirates          | + 8 s        |
| 3.º | Mattias Skjelmose  | Lidl-Trek                  | + 20 s       |
| 4.º | Matthew Riccitello | Israel-Premier Tech        | + 37 s       |
| 5.º | Thomas Pidcock     | Ineos Grenadiers           | + 50 s       |
| 6.º | Lenny Martinez     | Groupama-FDJ               | + 55 s       |
| 7.º | Pelayo Sánchez     | Movistar Team              | + 1 min 21 s |
| 8.º | David de la Cruz   | Q36.5 Pro Cycling Team     | + 1 min 25 s |
| 9.º | Egan Bernal        | Ineos Grenadiers           | + 1 min 30 s |
| 10.º | Wilco Kelderman    | Team Visma \| Lease a Bike | + 1 min 40 s |

## Clasificaciones finales
- Las clasificaciones finalizaron de la siguiente forma:[5]

### Clasificación general
| \| Clasificación general \| Clasificación general \| Clasificación general \| Clasificación general \| Clasificación general \| \| Ciclista \| Ciclista \| Equipo \| Tiempo \| \| \| --------------------- \| --------------------- \| -------------------------- \| --------------------- \| --------------------- \| \| 1.º \| Adam Yates \| UAE Team Emirates \| 20 h 18 min 49 s \| \| \| 2.º \| João Almeida \| UAE Team Emirates \| + 22 s \| \| \| 3.º \| Mattias Skjelmose \| Lidl-Trek \| + 3 min 02 s \| \| \| 4.º \| Egan Bernal \| Ineos Grenadiers \| + 3 min 12 s \| \| \| 5.º \| Matthew Riccitello \| Israel-Premier Tech \| + 3 min 31 s \| \| \| 6.º \| Thomas Pidcock \| Ineos Grenadiers \| + 4 min 36 s \| \| \| 7.º \| Enric Mas \| Movistar Team \| + 5 min 01 s \| \| \| 8.º \| Oscar Onley \| Team dsm-firmenich PostNL \| + 5 min 40 s \| \| \| 9.º \| Wilco Kelderman \| Team Visma \\| Lease a Bike \| + 6 min 31 s \| \| \| 10.º \| Felix Gall \| Decathlon-AG2R La Mondiale \| + 6 min 35 s \| \| |                    |                            |                  |
| |                    |                            |                  |
| Fuente: ProCyclingStats |                    |                            |                  |
| Clasificación general |                    |                            |                  |
| Ciclista | Ciclista           | Equipo                     | Tiempo           |
| 1.º | Adam Yates         | UAE Team Emirates          | 20 h 18 min 49 s |
| 2.º | João Almeida       | UAE Team Emirates          | + 22 s           |
| 3.º | Mattias Skjelmose  | Lidl-Trek                  | + 3 min 02 s     |
| 4.º | Egan Bernal        | Ineos Grenadiers           | + 3 min 12 s     |
| 5.º | Matthew Riccitello | Israel-Premier Tech        | + 3 min 31 s     |
| 6.º | Thomas Pidcock     | Ineos Grenadiers           | + 4 min 36 s     |
| 7.º | Enric Mas          | Movistar Team              | + 5 min 01 s     |
| 8.º | Oscar Onley        | Team dsm-firmenich PostNL  | + 5 min 40 s     |
| 9.º | Wilco Kelderman    | Team Visma \| Lease a Bike | + 6 min 31 s     |
| 10.º | Felix Gall         | Decathlon-AG2R La Mondiale | + 6 min 35 s     |

### Clasificación por puntos
| Clasificación por puntos | Clasificación por puntos | Clasificación por puntos   | Clasificación por puntos | Clasificación por puntos |
| Ciclista                 | Ciclista                 | Equipo                     | Puntos                   |                          |
| ------------------------ | ------------------------ | -------------------------- | ------------------------ | ------------------------ |
| 1.º                      | Adam Yates               | UAE Team Emirates          | 48 pts                   |                          |
| 2.º                      | João Almeida             | UAE Team Emirates          | 48 pts                   |                          |
| 3.º                      | Johannes Staune-Mittet   | Team Visma \| Lease a Bike | 20 pts                   |                          |
| 4.º                      | Mattias Skjelmose        | Lidl-Trek                  | 20 pts                   |                          |
| 5.º                      | Michael Matthews         | Team Jayco AlUla           | 18 pts                   |                          |
| 6.º                      | Stefan Bissegger         | EF Education-EasyPost      | 18 pts                   |                          |
| 7.º                      | Matthew Riccitello       | Israel-Premier Tech        | 14 pts                   |                          |
| 8.º                      | Torstein Træen           | Bahrain Victorious         | 12 pts                   |                          |
| 9.º                      | Thibau Nys               | Lidl-Trek                  | 12 pts                   |                          |
| 10.º                     | Yves Lampaert            | Soudal Quick-Step          | 12 pts                   |                          |

### Clasificación de la montaña
| Clasificación de la montaña | Clasificación de la montaña | Clasificación de la montaña | Clasificación de la montaña | Clasificación de la montaña |
| Ciclista                    | Ciclista                    | Equipo                      | Puntos                      |                             |
| --------------------------- | --------------------------- | --------------------------- | --------------------------- | --------------------------- |
| 1.º                         | Adam Yates                  | UAE Team Emirates           | 47 pts                      |                             |
| 2.º                         | Egan Bernal                 | Ineos Grenadiers            | 27 pts                      |                             |
| 3.º                         | João Almeida                | UAE Team Emirates           | 23 pts                      |                             |
| 4.º                         | Alexéi Lutsenko             | Astana Qazaqstan Team       | 19 pts                      |                             |
| 5.º                         | Torstein Træen              | Bahrain Victorious          | 18 pts                      |                             |
| 6.º                         | Maxim Van Gils              | Lotto Dstny                 | 16 pts                      |                             |
| 7.º                         | Johannes Staune-Mittet      | Team Visma \| Lease a Bike  | 10 pts                      |                             |
| 8.º                         | Gerben Kuypers              | Intermarché-Wanty           | 10 pts                      |                             |
| 9.º                         | Luca Jenni                  |                             | 10 pts                      |                             |
| 10.º                        | Mattias Skjelmose           | Lidl-Trek                   | 10 pts                      |                             |

### Clasificación de los jóvenes
| Clasificación del mejor joven | Clasificación del mejor joven | Clasificación del mejor joven | Clasificación del mejor joven | Clasificación del mejor joven |
| Ciclista                      | Ciclista                      | Equipo                        | Tiempo                        |                               |
| ----------------------------- | ----------------------------- | ----------------------------- | ----------------------------- | ----------------------------- |
| 1.º                           | Mattias Skjelmose             | Lidl-Trek                     | 20 h 21 min 51 s              |                               |
| 2.º                           | Matthew Riccitello            | Israel-Premier Tech           | + 29 s                        |                               |
| 3.º                           | Thomas Pidcock                | Ineos Grenadiers              | + 1 min 34 s                  |                               |
| 4.º                           | Oscar Onley                   | Team dsm-firmenich PostNL     | + 2 min 38 s                  |                               |
| 5.º                           | Pelayo Sánchez                | Movistar Team                 | + 3 min 40 s                  |                               |
| 6.º                           | Isaac Del Toro                | UAE Team Emirates             | + 6 min 08 s                  |                               |
| 7.º                           | Harold Martín López           | Astana Qazaqstan Team         | + 9 min 08 s                  |                               |
| 8.º                           | Marco Brenner                 | Tudor Pro Cycling Team        | + 9 min 24 s                  |                               |
| 9.º                           | Finlay Pickering              | Bahrain Victorious            | + 9 min 28 s                  |                               |
| 10.º                          | William Junior Lecerf         | Soudal Quick-Step             | + 10 min 26 s                 |                               |

### Clasificación por equipos
| Clasificación por equipos | Clasificación por equipos  | Clasificación por equipos | Clasificación por equipos |
| Equipo                    | Equipo                     | Tiempo                    |                           |
| ------------------------- | -------------------------- | ------------------------- | ------------------------- |
| 1.º                       | UAE Team Emirates          | 61 h 06 min 02 s          |                           |
| 2.º                       | Ineos Grenadiers           | + 10 min 41 s             |                           |
| 3.º                       | Movistar Team              | + 21 min 28 s             |                           |
| 4.º                       | Team Visma \| Lease a Bike | + 24 min 50 s             |                           |
| 5.º                       | Israel-Premier Tech        | + 37 min 39 s             |                           |
| 6.º                       | Lidl-Trek                  | + 43 min 59 s             |                           |
| 7.º                       | Decathlon-AG2R La Mondiale | + 45 min 30 s             |                           |
| 8.º                       | Q36.5 Pro Cycling Team     | + 46 min 24 s             |                           |
| 9.º                       | Bahrain Victorious         | + 48 min 43 s             |                           |
| 10.º                      | Team dsm-firmenich PostNL  | + 52 min 44 s             |                           |

## Evolución de las clasificaciones
| Etapa                   |                         | Ganador _      | Clasificación general | Puntos        | Montaña        | Jóvenes            | Combatividad _      | Equipo            |
| ----------------------- | ----------------------- | -------------- | --------------------- | ------------- | -------------- | ------------------ | ------------------- | ----------------- |
| 1.ª etapa               | contrarreloj individual | Yves Lampaert  | Yves Lampaert         | Yves Lampaert | no otorgado    | Finn Fisher-Black  | no otorgado         | UAE Team Emirates |
| 2.ª etapa               | etapa escarpada         | Bryan Coquard  | Yves Lampaert         | Yves Lampaert | Gerben Kuypers | Finn Fisher-Black  | no otorgado         | UAE Team Emirates |
| 3.ª etapa               | etapa llana             | Thibau Nys     | Alberto Bettiol       | Yves Lampaert | Luca Jenni     | Finn Fisher-Black  | no otorgado         | UAE Team Emirates |
| 4.ª etapa               | etapa de montaña        | Torstein Træen | Adam Yates            | Bryan Coquard | Torstein Træen | Mattias Skjelmose  | no otorgado         | UAE Team Emirates |
| 5.ª etapa               | etapa de montaña        | Adam Yates     | Adam Yates            | Adam Yates    | Adam Yates     | Matthew Riccitello | no otorgado         | UAE Team Emirates |
| 6.ª etapa               | etapa de montaña        | João Almeida   | Adam Yates            | Adam Yates    | Adam Yates     | Mattias Skjelmose  | Frank van den Broek | UAE Team Emirates |
| 7.ª etapa               | etapa de montaña        | Adam Yates     | Adam Yates            | Adam Yates    | Adam Yates     | Mattias Skjelmose  | no otorgado         | UAE Team Emirates |
| 8.ª etapa               | cronoescalada           | João Almeida   | Adam Yates            | Adam Yates    | Adam Yates     | Mattias Skjelmose  | no otorgado         | UAE Team Emirates |
| Clasificaciones finales | Clasificaciones finales |                | Adam Yates            | Adam Yates    | Adam Yates     | Mattias Skjelmose  | no otorgado         | UAE Team Emirates |

## Ciclistas participantes y posiciones finales
Convenciones:
- AB-N: Abandono en la etapa "N"
- FLT-N: Retiro por llegada fuera del límite de tiempo en la etapa "N"
- NTS-N: No tomó la salida para la etapa "N"
- DES-N: Descalificado o expulsado en la etapa "N"

## UCI World Ranking
La Vuelta a Suiza otorgó puntos para el UCI World Ranking para corredores de los equipos en las categorías UCI WorldTeam, UCI ProTeam y Continental. Las siguientes tablas son el baremo de puntuación y los diez corredores que obtuvieron más puntos:
| Posición              | 1.º | 2.º | 3.º | 4.º | 5.º | 6.º | 7.º | 8.º | 9.º | 10.º | 11.º | 12.º | 13.º | 14.º | 15.º | 16.º-20.º | 21.º-30.º | 31.º-50.º | 51.º-55.º | 56.º-60.º |
| Clasificación general | 500 | 400 | 325 | 275 | 225 | 175 | 150 | 125 | 100 | 85   | 70   | 60   | 50   | 40   | 35   | 30        | 20        | 10        | 5         | 3         |
| Por etapa             | 60  | 40  | 30  | 25  | 20  | 15  | 10  | 8   | 5   | 2    |      |      |      |      |      |           |           |           |           |           |
| Líder                 | 10  |     |     |     |     |     |     |     |     |      |      |      |      |      |      |           |           |           |           |           |

| Clasificación |                    |                            |         |       |       |       |
| Posición      | Ciclista           | Equipo                     | General | Etapa | Líder | Total |
| ------------- | ------------------ | -------------------------- | ------- | ----- | ----- | ----- |
| 1.º           | Adam Yates         | UAE Emirates               | 500     | 250   | 40    | 790   |
| 2.º           | João Almeida       | UAE Emirates               | 400     | 250   | -     | 650   |
| 3.º           | Mattias Skjelmose  | Lidl-Trek                  | 325     | 118   | -     | 443   |
| 4.º           | Egan Bernal        | INEOS Grenadiers           | 275     | 95    | -     | 370   |
| 5.º           | Matthew Riccitello | Israel-Premier Tech        | 225     | 90    | -     | 315   |
| 6.º           | Thomas Pidcock     | INEOS Grenadiers           | 175     | 63    | -     | 238   |
| 7.º           | Enric Mas          | Movistar                   | 150     | 42    | -     | 192   |
| 8.º           | Oscar Onley        | dsm-firmenich PostNL       | 125     | 40    | -     | 165   |
| 9.º           | Wilco Kelderman    | Visma \| Lease a Bike      | 100     | 42    | -     | 142   |
| 10.º          | Felix Gall         | Decathlon AG2R La Mondiale | 85      | 20    | -     | 105   |